# Código de área 401

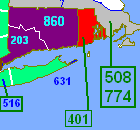
Mapa de los códigos de áreas en Nueva Inglaterra y en rojo el 401

401 es el código de área norteamericano para todo el estado de Rhode Island que incluye los condados de Providence, Washington, Kent, Newport y Bristol. El código fue uno de los primeros en ser creados en el siglo XX.

## Localidades usando el código de área 401

### Condado de Bristol
- Barrington
- Bristol
- Warren

### Condado de Kent
- Coventry
- East Greenwich
- Warwick
- West Greenwich
- West Warwick

### Condado de Newport
- Jamestown
- Little Compton
- Melville (CDP)
- Middletown
- Newport
- Newport East (CDP)
- Portsmouth
- Tiverton
- Tiverton (CDP)

### Condado de Providence
- Burrillville
  - Harrisville
  - Pascoag
- Central Falls
- Cranston
- Cumberland
  - Cumberland Hill
  - Valley Falls
- East Providence
- Foster
- Glocester
- Johnston
- Lincoln
- North Providence
- North Smithfield
- Pawtucket
- Providence
- Scituate
- Smithfield
  - Greenville
- Woonsocket

### Condado de Washington
- Charlestown
- Exeter
- Hopkinton
  - Ashaway
  - Hope Valley
- Narragansett
  - Narragansett Pier
- New Shoreham
- North Kingstown
  - Saunderstown
- Richmond
  - Kenyon
  - Shannock
  - Wyoming
- South Kingstown
  - Kingston
  - Peacedale
  - Wakefield
- Westerly
  - Bradford
  - Westerly